# Columbina squammata
Columbina squammata là một loài chim trong họ Columbidae.

## Hình ảnh

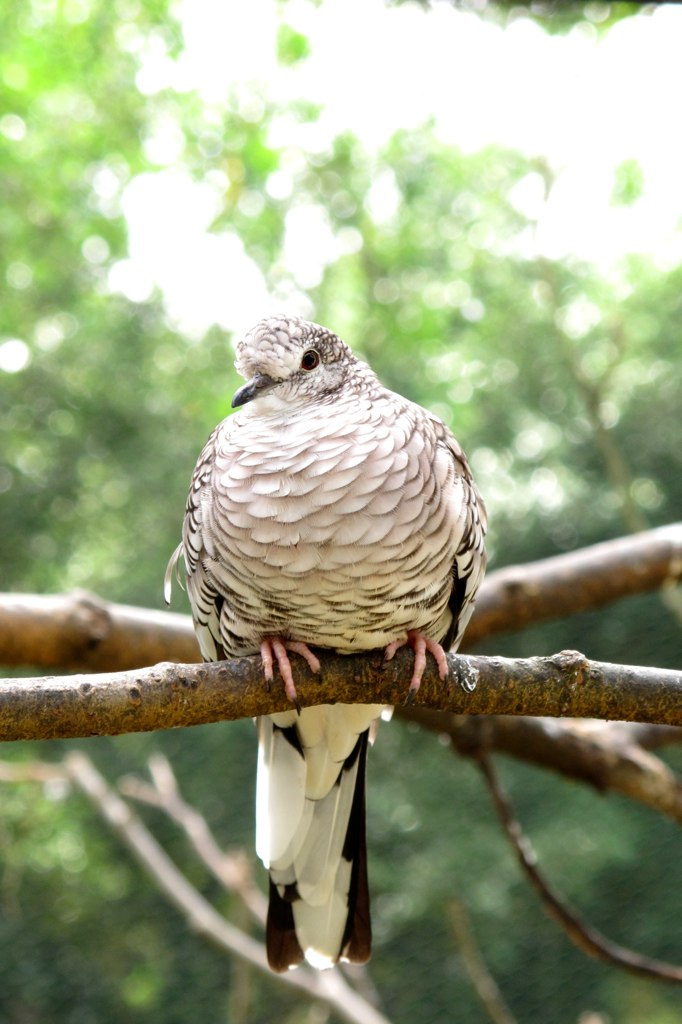
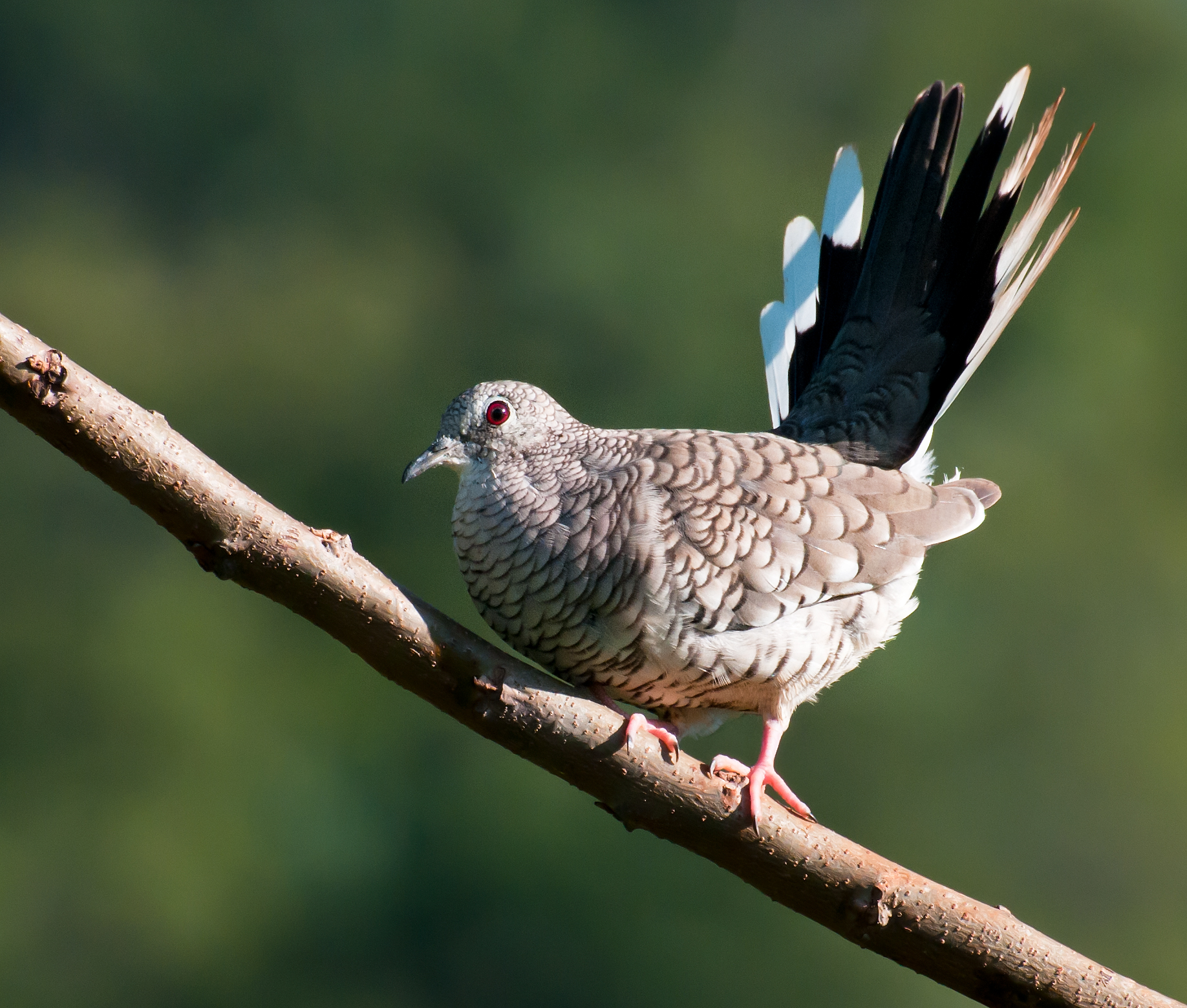